# Calenzana
Calenzana település Franciaországban, Haute-Corse megyében. Lakosainak száma 2571 fő (2022. január 1.). Calenzana Montegrosso, Moncale, Asco, Calvi, Galéria, Manso, Mausoléo, Olmi-Cappella, Pioggiola és Zilia községekkel határos.

## Népesség
A település népességének változása:
| Lakosok száma | 1061 | 1623 | 1535 | 1760 | 2299 | 2279 | 2342 | 2461 | 2520 | 2571 |
|               | 1968 | 1982 | 1990 | 2006 | 2013 | 2015 | 2017 | 2019 | 2020 | 2022 |